# Pierre Lepoivre

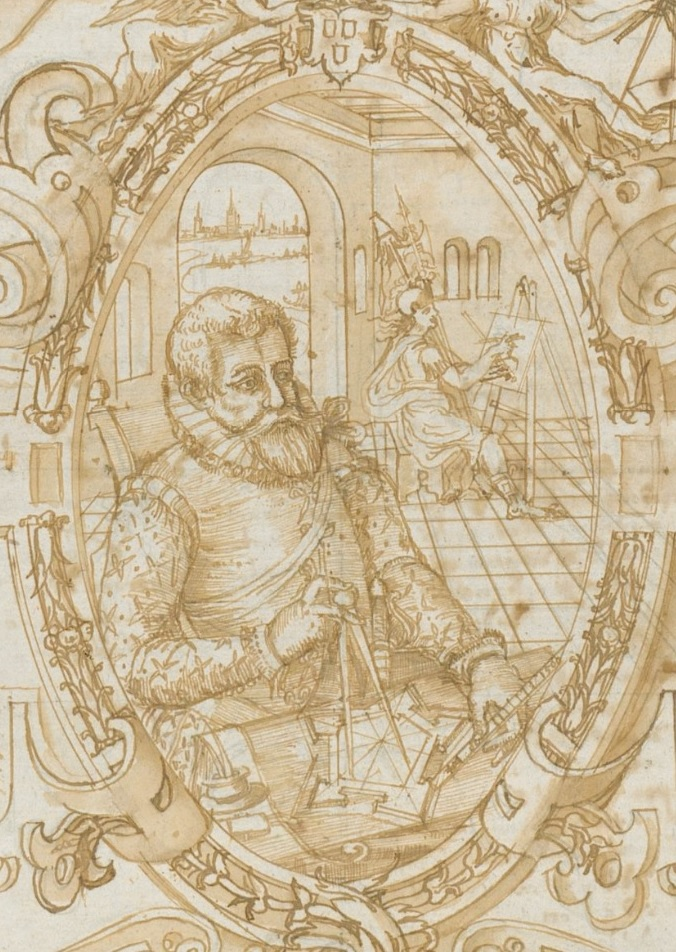
Zelfportret van Pierre Lepoivre. De god van de oorlog is aan het schilderen op de achtergrond.

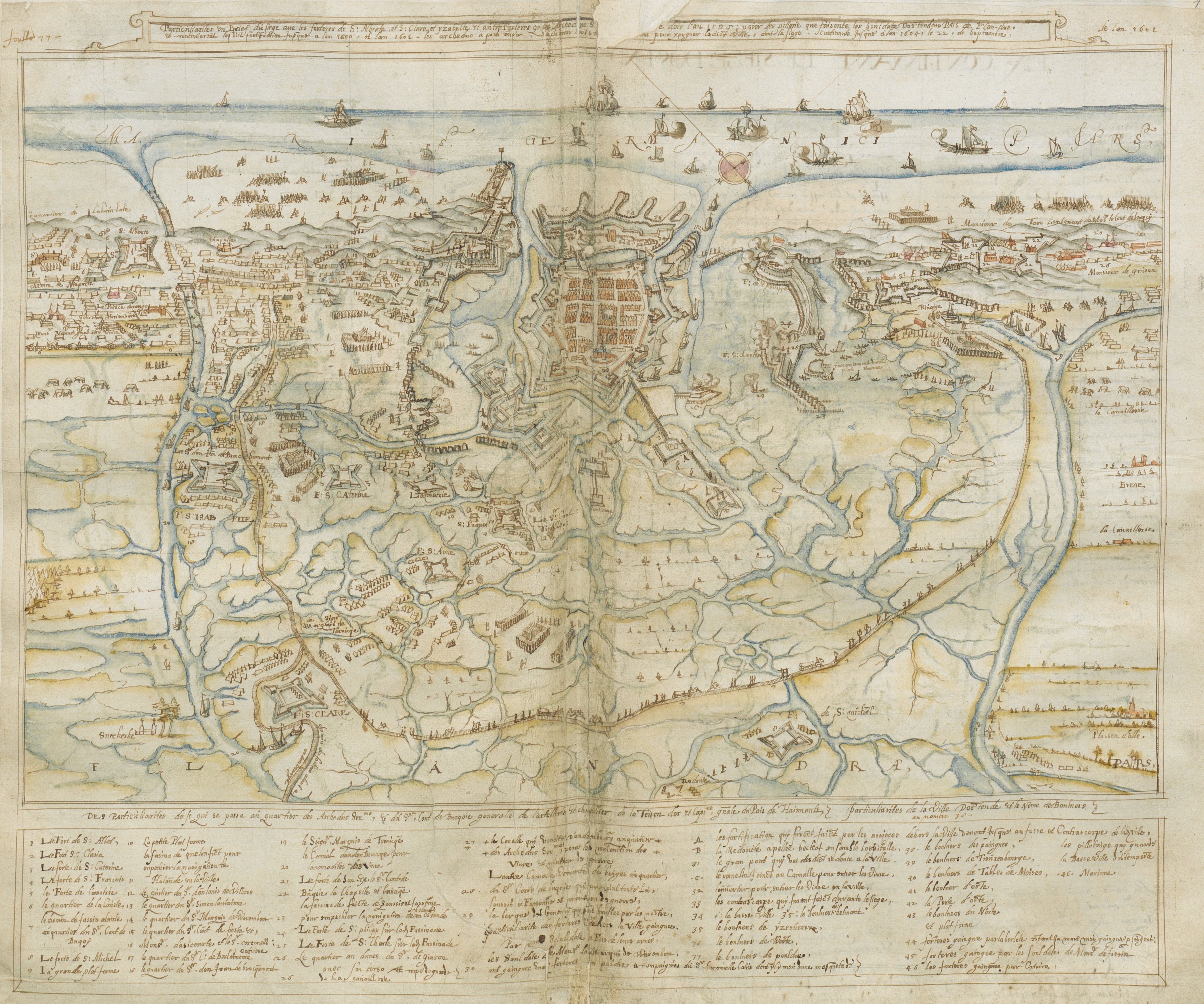
Kaart van het beleg van Oostende, dat plaatsvond tussen 1601 en 1604, door Lepoivre.

Pierre Lepoivre, ook wel Le Poivre (Bergen, ca. 1546 – Brussel, 10 oktober 1626) was een Zuid-Nederlands architect, ingenieur, vestingbouwkundige en geograaf.

## Levensloop
In Bergen had hij een architectenwerkplaats waar hij mogelijk leerlingen onder zich had. Nadat de hertog van Alva arriveerde in de Nederlanden, begon Lepoivre zijn carrière in het Spaanse leger als ingenieur. Tussen 1567 en 1573 was hij betrokken bij de bouw van de citadellen van Antwerpen, Groningen en Coevorden.
Hij ging in 1569 mee op veldtocht tegen de hugenoten in Frankrijk. Onder Alexander Farnese ging Lepoivre ook mee op veldtocht en was betrokken bij een aantal veroveringen waaronder die van Maastricht in 1579, waar hij hielp met de bouw van de circumvallatielinie. In Outrijve bouwde hij een fort om de scheepvaart te beheersen. Hij tekende het vijfhoekig fort dat Farnese hielp bij de verovering van Ieper in 1583. Na de Val van Antwerpen in 1585 zette hij zich in voor de herbouw van de citadel en herstelde de forten langs de Schelde. Toen Farnese zich richtte op Frankrijk tussen 1590 en 1592 met het veldleger, ging Lepoivre ook mee. Hierna ontwierp hij een redoute bij Herentals en was hij betrokken bij het Beleg van Geertruidenberg.
In 1593 kreeg Pierre van landvoogd Mansveld een vaste aanstelling aan het hof in Brussel. Hij kreeg de titel hofkunstenaar maar werd meestal aangesproken als ingenieur of architect. Vanaf dat moment kreeg hij allerlei verschillende opdrachten maar merendeels met betrekking tot het onderhoud van fortificaties. Zo nu en dan bestonden zijn opdrachten ook uit niet-militaire werken. Zo werkte hij bijvoorbeeld aan de vestingwerken van Le Quesnoy, Landrecies, Avesnes en Philippeville. Hij tekende een plan voor Keulen en inspecteerde de werken van Dole en Gray in Franche-Comté. In Brussel herbouwde hij in 1596-1603 voor Karel III van Croÿ het Hof van Aarschot aan het Baliënplein. Voor diezelfde edelman ontwierp hij ook transformaties aan het Kasteel van Sint-Joost-ten-Node en het speelhuis ertegenover.
Na achttien jaar in 1611 trok hij zich terug als ingenieur. Vanaf toen richtte hij zich op tekenwerk. Door zijn lange werk als militair ingenieur en geograaf had hij heel veel bronmateriaal tot zijn beschikking om gedetailleerde tekeningen te kunnen maken. Lepoivre tekende stadsplattegronden, stadsgezichten, belegeringen, kaarten, perspectieven, vestingbouw, architectuur, zuilenorde en geometrie. Hij bundelde de tekeningen in meerdere boeken die waardevolle informatie bieden over de Nederlanden in de 16e en 17e eeuw.

## Bron
- Martens, Pieter (2004): Pierre Lepoivre (c.1546-1627): architect, ingenieur, vestingbouwkundige en geograaf, Nationaal biografisch woordenboek, 21, Koninklijke Academiën van België

## Voetnoten
1. ↑  Louis Robyns de Schneidauer, "Le passé d'un ancien domaine bruxellois", in: Bulletin communal, 1937, vol. II, p. 780
2. ↑  Berthe Delépinne, Histoire d'une maison bruxelloise, 1315-1949, Brussel, Wellens et Godenne, 1950